# Шебастовик
Шебастовик (словац. Šebastovík) — річка; ліва притока Шебастовки, протікає в окрузі Пряшів.
Довжина приблизно 4.0-4.2 км. Витік знаходиться в масиві Солоні гори (геоморфологічна підодиниця Шімонка) на висоті приблизно 890-895 метрів.
Протікає територією села Подградік. Впадає у Шебастовку на висоті приблизно 455-460 метрів.